# Jules Mazarin
Jules Mazarin (született Giulio Raimondo Mazarino) (Pescina, 1602. július 14. – Vincennes, 1661. március 9.) olasz-francia diplomata, egyházi politikus, államférfi.
Szegény családból származott, apja a Colonnák római hercegi udvarában szolgált. Kitűnő kommunikációs tehetsége már ifjúkorában megmutatkozott. Hatalmas ambíciókkal kapcsolódott be a kor római politikai életébe, majd azt a célt tűzte ki maga elé, hogy francia szolgálatba áll. Szívós munkával elérte, hogy fő mentorának, Richelieu bíborosnak utódjaként XIV. Lajos francia király főminisztere lehetett 1642-től haláláig.
Ausztriai Anna támogatójaként döntő szerepe volt a francia állam belső és külső megszilárdításában. A különös polgárháború, a Fronde után helyreállította a központi hatalmat, az állam egységét. Kiterjesztette és megerősítette az ország határait, megteremtette az ország fejlődéséhez szükséges békét, megosztotta Franciaország ellenfeleit és biztosította a királyság vezető nagyhatalmi státuszát.
Mint XIV. Lajos nevelője, nagy hatást gyakorolt a későbbi Napkirály személyiségére és politikájára, közvetve a francia abszolút monarchia kialakulására. Halálakor a 23 éves király felkészülten vehette át az ország irányítását.
Pompakedvelő műgyűjtőként – és végtelenül kapzsi emberként – hatalmas vagyont gyűjtött, amelyet nagyrészt kiterjedt rokonságára hagyott. Személyes könyvtára lett a párizsi Bibliothèque Mazarine gyűjteményének alapja. Kitűnő ízlése és olasz kulturális gyökerei révén hozzájárult a kor francia kultúrájának fejlődéséhez.

## Származása, ifjúkora
Mazarin családja Rómában élt, egész gyermekkorát ott töltötte. Édesanyja csak a szülés előtt vonult vissza a Nápoly közeli hegyekben lévő, hűvösebb levegőjű pescinai családi birtokra.
A Mazzarini család genovai eredetű volt. Nagyapja, Giulio, Szicíliába költözött, itt született édesapja, Pietro is, aki már nagyon fiatalon Rómába utazott és Filippo Colonna connétable, Balliano hercege, a nagyhatalmú Colonna család tagjának szolgálatába állt. A Colonna- és a vele szoros rokoni kapcsolatokat tartó Barberini család, amelyből a pápa is származott, a római hatalmi elit központját alkották.
Pietro Mazzarini munkájával az évek során annyira elnyerte urának jóindulatát, hogy az lehetővé tette számára keresztlánya, a nemesi rangú Ortensia Bufalini feleségül vételét. A házasságból két fiú és négy lány született.

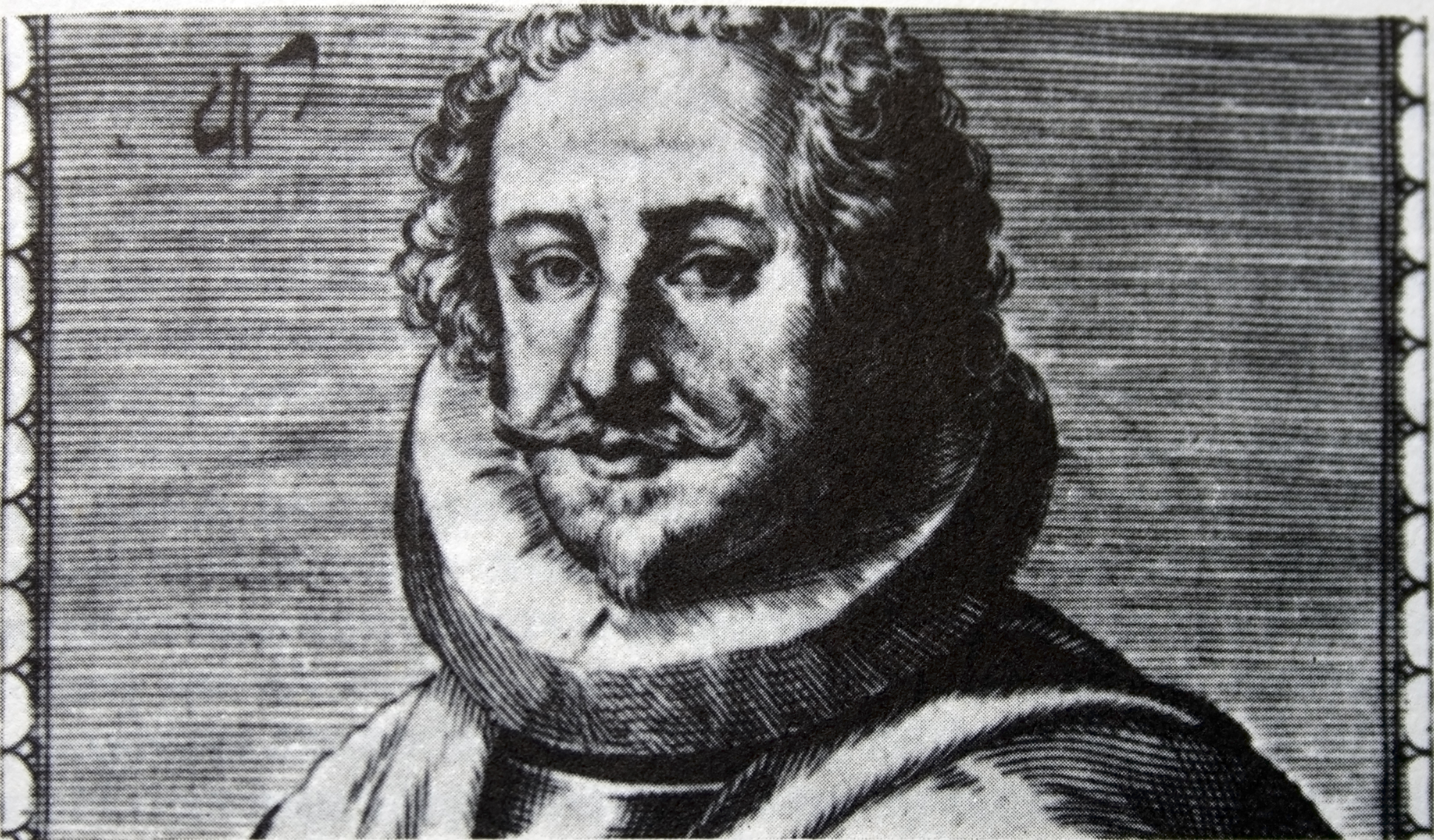
Connétable Filippo Colonna

Giulio, a legidősebb volt a család kedvence. Hétéves korában felvették a jezsuita oktatás fellegvárába, a Collegio Romanóba, ahol kiemelkedő tehetségéről tett tanúbizonyságot. Könnyen tanult, szívesen szerepelt. 16 éves korában elismeréssel fogadott előadást tartott egy akkoriban az égen megjelent üstökössel kapcsolatban. Loyolai Ignác szentté avatása alkalmából, 1622-ben, egy passiójátékon Ignác szerepét játszotta, olyan átéléssel, hogy tanítói és nézői egyaránt elragadtatással nyilatkoztak tehetségéről és személyes varázsáról. A jezsuiták szerették volna megnyerni rendjük számára, de ő erre nem hajlott. Ellenkezőleg – amint azt az őt megfigyelő jezsuiták is megtudták –, gyakori látogatója lett kétes lebujoknak, és hatalmába kerítette őt a kártyaszenvedély. Apja kérésére ezért a Colonna család feje, aki 18 éves fiát éppen Spanyolországba, Alcalá de Henaresbe küldte tanulni, Giuliót adta mellé kísérőül.
A két fiatal rendkívül jól megértette egymást, idejüket megosztották a jogi tanulmányok és a madridi udvari élet örömei között. Sajnálatos módon a játékszenvedély itt is utolérte Giuliót. Pénzzavarba került, és hitelezői javaslatára házasságot tervezett egy gazdag spanyol lánnyal. Ifjú ura azonban ezt nehezményezte, és ezért egy sürgős üzenettel Rómába küldte apjához. Az üzenet tartalma természetesen a házassági tervek elárulása volt, és Giulio vissza sem térhetett Spanyolországba. Rómában viszont tanulmányai befejeztével jogi doktorátust szerzett.

## Pápai szolgálatban

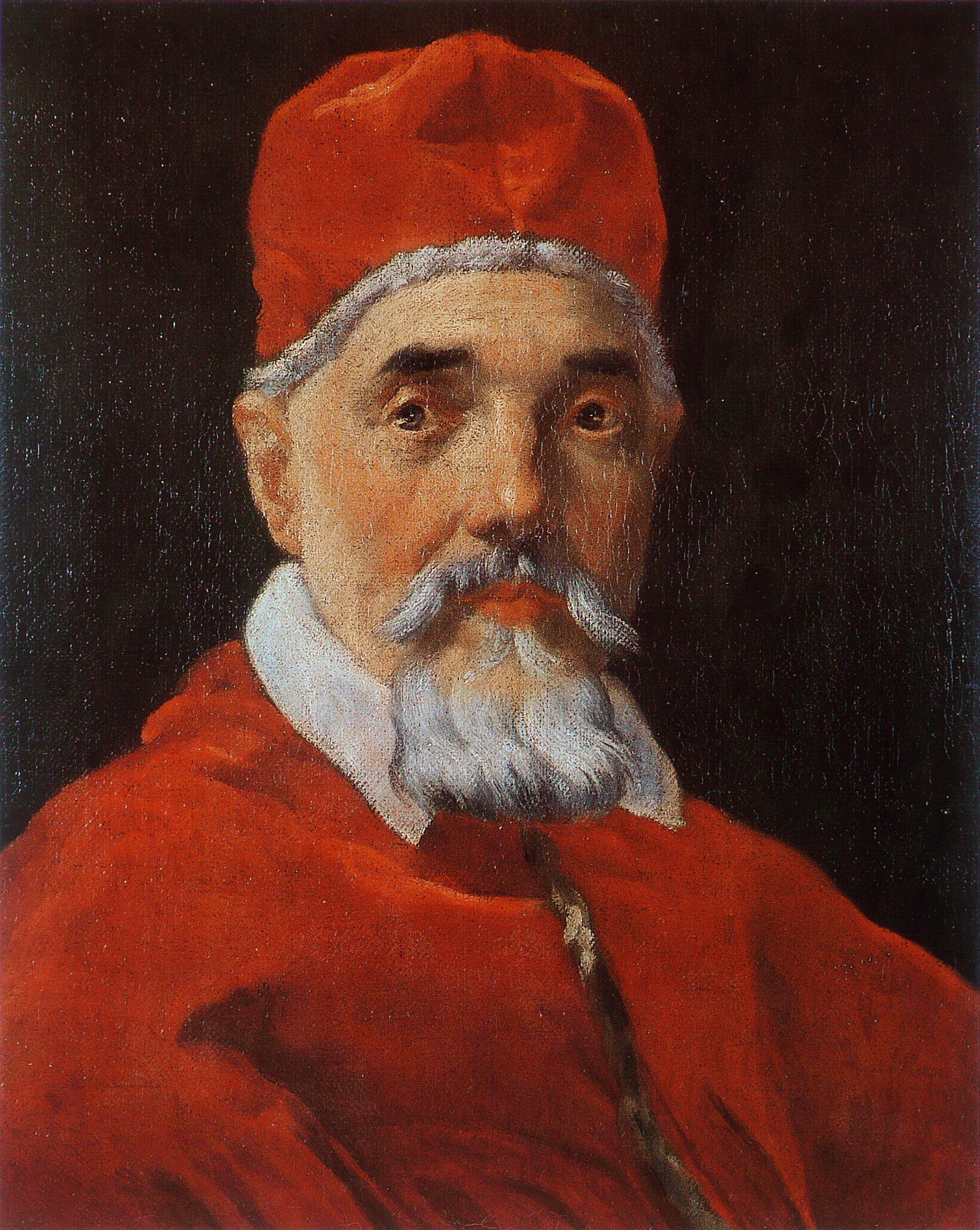
VIII. Orbán pápa (Maffeo Barberini)

VIII. Orbán pápa ekkoriban összeütközésbe keveredett a franciákkal, akik az Alpokban a stratégiai fekvésű, a pápai állam fennhatósága alá tartozó Valtellina völgyet a befolyásuk alá akarták vonni, vetélkedve a Habsburgokkal, akik itt tudták volna összekötni a spanyol Habsburgok uralma alatt álló itáliai területeket az osztrák Habsburgok ősi birtokaival. A római nagyurak, köztük Palestrina hercege (a Colonna-család egy másik tagja), csapatokat biztosítottak a pápa számára a terület megvédéséhez. Az ifjú Mazarint kapitányi rangban az egyik század élére állították, ő azonban hamarosan – anyja betegségére hivatkozva – engedély nélkül elhagyta posztját, és Rómába sietett. Később azonban felismerte hibáját, és oly meggyőzően könyörgött a pápa bocsánatáért, hogy az nemcsak atyai módon megbocsátott neki, hanem ettől fogva tartós szimpátiát tanúsított iránta.
A kor legnagyobb itáliai – és európai – politikai problémája a spanyol–francia szembenállás volt. 1630-ban ez a mantovai hercegi trón öröklése körül csúcsosodott ki. A két keresztény nagyhatalom közötti nyílt háború elkerülése érdekében VIII. Orbán pápa Lyonba küldte tárgyalni unokaöccsét, Francesco Barberini bíborost,
a pápai diplomáciai szolgálat irányítóját és vele Mazarint, aki itt találkozott először XIII. Lajos francia királlyal, valamint Richelieu bíborossal, 1630. január 29-én.
A kemény tárgyalások során kitűnt, hogy az ifjú Mazarin diplomáciai tehetsége lényegesen meghaladja katonai képességeit. Richelieu is nagy elismerést tanúsított tevékenysége iránt.
A tárgyalások alatt a katonai előkészületek is tovább folytatódtak. Október 26-án Casale Monferrato mellett a spanyol és a francia csapatok már harcra készen sorakoztak fel egymás ellen, amikor Mazarin a két arcvonal közé lovagolt „Béke! Béke!” kiáltásokkal. A teátrális jelenet nagyban növelte hírnevét. Az ezt követően megkötött béke nyomán a pápától kanonoki rangot kapott és egyházi ruhát öltött.

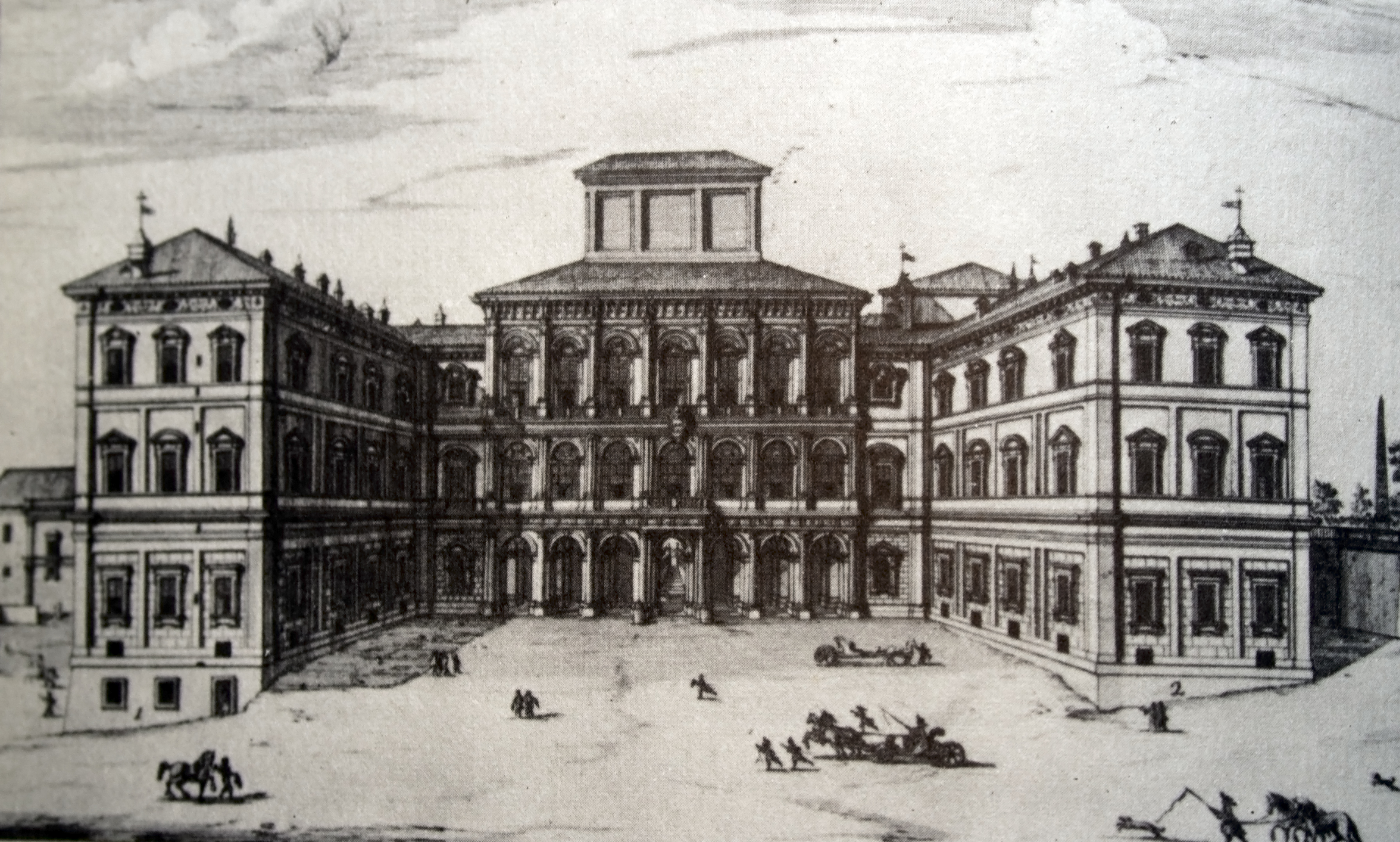
A Barberini-palota Rómában 1640 körül

Mazarin fennmaradt levelezésében számolt be arról, hogy Spanyolországból történt hazatérése után egy asztrológus azt tanácsolta neki, hogy álljon francia szolgálatba, és így negyvenéves kora előtt megszerezheti a bíborosi kalapot. Állítása szerint ugyan ennek nem tulajdonított jelentőséget, de a tények azt mutatják, hogy Richelieu-vel történt megismerkedése után érdeklődése egyértelműen a franciák felé fordult. Legnagyobb vágya az lett, hogy elnyerje a párizsi nunciatúrát, a pápa ottani diplomáciai képviselőjének rangját. A Vatikánban erős befolyással rendelkező spanyolok azonban felismerték törekvéseit és a franciák iránti vonzódását, és igyekeztek akadályozni előrelépését. 1631-ben Mazarin egy hónapra eljutott Párizsba a pápa követeként („Őszentsége minisztere”), és sok hasznos kapcsolatot teremtett. 1632-ben már három hónapot tudott ott tölteni, és igyekezett építeni kapcsolatait Richelieu bíborossal – aki tartózkodóbb volt vele szemben – és XIII. Lajossal, akire nagy hatást tett „elbűvölő személyisége”. Hasonló kedvező benyomást tett a királynéra, Ausztriai Annára is, akinek Richelieu – meglehetősen otromba módon – úgy mutatta be, hogy tetszeni fog neki Mazarin, mert hasonlít Buckinghamre.
Párizsi diplomáciai küldetései azonban csak átmeneti jellegűek voltak. 1634-ben is csak az avignoni vatikáni képviseleten tudott beosztást szerezni, igaz, azzal, hogy onnan „ideiglenesen” Párizsba küldték, ahol egy idős püspök, Monsignore Bolognetti kapta meg a nunciusi rangot. Mazarin lett azonban a Vatikán tényleges képviselője a francia fővárosban és nagy aktivitással munkálkodott a nagyhatalmak közötti béke, de személyes előrejutása érdekében is. Fáradozásai azonban a politikai helyzet alakulása miatt nem járhattak sikerrel: Richelieu 1635-ben hadat üzent a Habsburgoknak, Mazarinnek pedig vissza kellett térnie Avignonba. Ott azonban nem érezte jól magát, számkivetésnek tartotta ezt a posztot, és elérte, hogy visszahívják Rómába, ahol immár teljesen a francia érdekeknek megfelelően kívánt tevékenykedni. Szorgalmas levelezéssel és figyelmes ajándékok rendszeres küldésével tartotta a kapcsolatot franciaországi jótevőivel, köztük Richelieu-vel, de a királynéval is. Már nyíltan kérte őket, hogy fogadják őt francia szolgálatba, de Richelieu arra biztatta, hogy maradjon még egy ideig Rómában, mert ott jobban tudja szolgálni a francia érdekeket. Richelieu titkosszolgálata a „Colmardo” fedőnevet adta neki, és kettős ügynökként kezelték. Amikor szolgálatai jutalmául végre megérkezett a meghívás Párizsból, akkor már a vatikáni spanyol befolyás meg tudta akadályozni, hogy útlevelet kapjon. Ezért szinte szökve, egy francia hadihajóval hagyta el 1639 decemberében Itáliát.

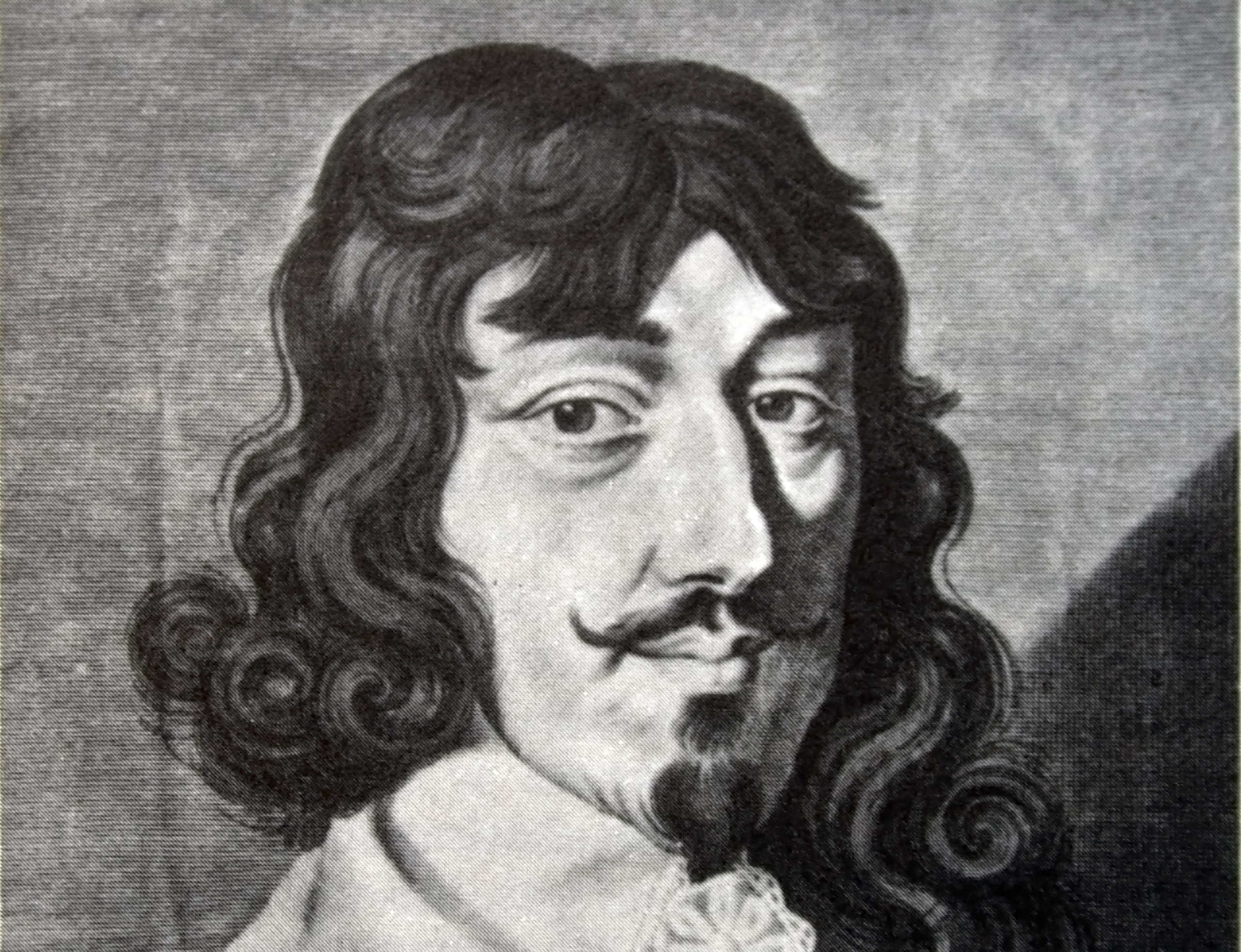
XIII. Lajos

## Mazarin a francia király udvarában
Mazarin 1640 januárjában érkezett XIII. Lajos udvarába, ahol meleg fogadtatásban részesült. A második gyermekével várandós királyné is kedvesen fogadta. A trónörökös megszületése óta Ausztriai Anna tekintélye nagyot nőtt, beteges férje miatt sokan már leendő régensként tekintettek rá.
Richelieu a saját palotájában szállásolta el Mazarint, és sok kérdésben kikérte tanácsát, különösen az udvari rendezvényeket, színielőadásokat illetően. Mazarin egyelőre nem merte javasolni egy olasz opera bemutatását, ezzel mindaddig várt, amíg ő lett később a főminiszter, és akkor nagy sikert is aratott ezzel az újításával.

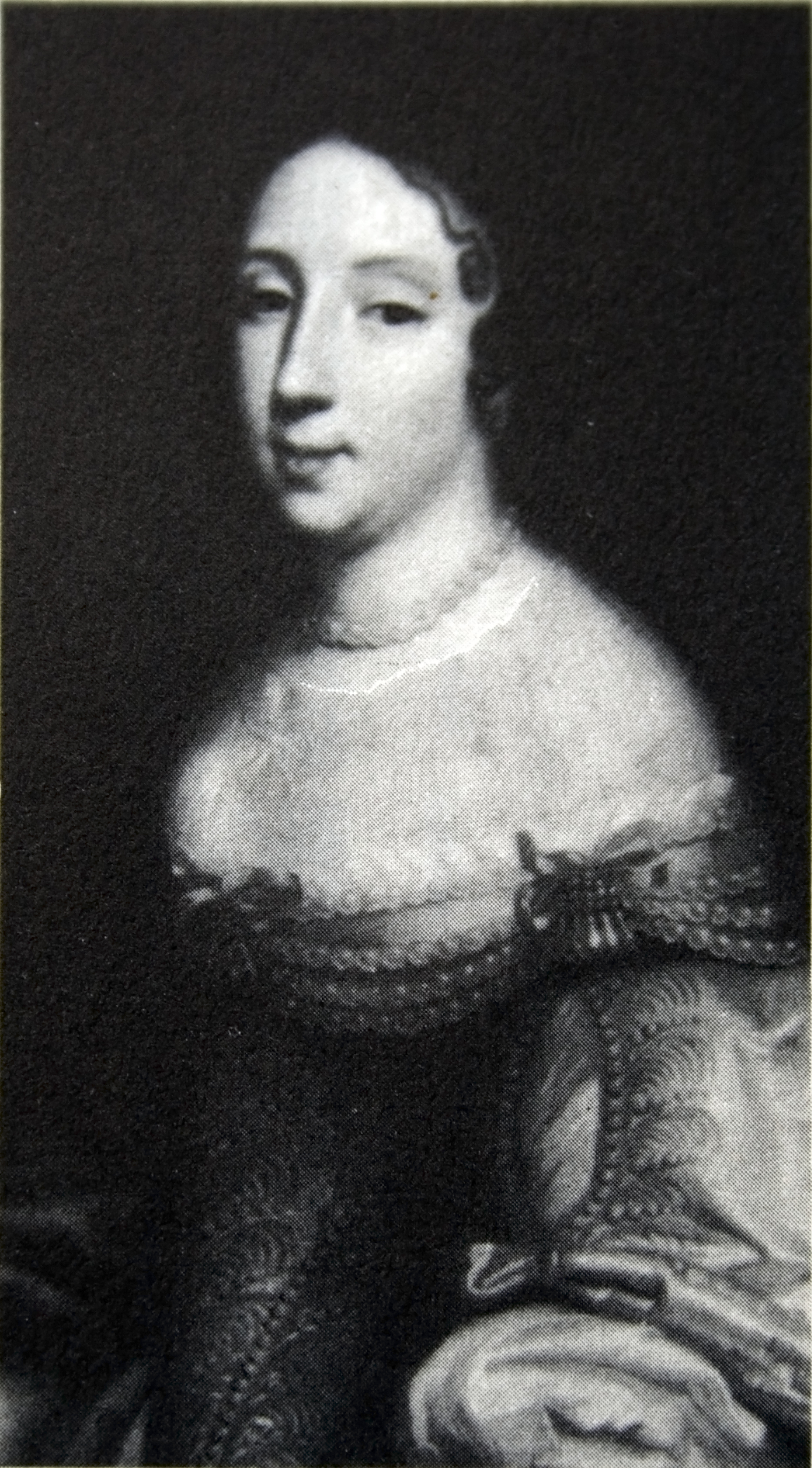
Ausztriai Anna

Diplomáciai tevékenysége során továbbra is, a Vatikánban követett politikáját folytatva, a keresztény hatalmak közötti békét szorgalmazta, igyekezve közelíteni egymáshoz régi és új urait. Már 1640 tavaszán kineveztette magát XIII. Lajos meghatalmazottjának a Kölnbe tervezett béketárgyalásokra. Richelieu azonban újabb és újabb kifogásokkal visszatartotta őt – a bíboros a maga részéről még korainak találta a békekötést. Ehelyett az udvarral együtt Amiens-be kellett utaznia, ahol az Arras városát ostromló királyi hadak sikerét várták. A spanyolok elkeseredett ellenállás után, augusztus 9-én adták meg magukat. Richelieu-t azonban ez sem elégítette ki, és, mindkettőjük rossz egészségi állapota ellenére, rávette a királyt, hogy a lázadó katalánok támogatására vegyék ostrom alá Perpignan városát, Roussillon tartomány meghódítása érdekében. Emiatt 1642 januárjában az udvar Narbonne-ba költözött.
Richelieu továbbra is nagyra értékelte Mazarin „flegmatikus, türelmes és okosan képmutató” diplomáciai képességeit. 1641 decemberében a bíborosi kalapot is megszerezte számára: VIII. Orbán francia kérésre adta meg neki ezt a rangot. 1642 során az is felvetődött, hogy VIII. Orbán pápa rossz egészségi állapota miatt Richelieu Rómába küldi az újdonsült bíborost, hogy a közeledő pápaválasztás során ott képviselje Franciaország érdekeit. Mazarin azonban végül inkább Richelieu mellett maradt, akinek az egészsége még gyengébb volt a pápáénál.
Richelieu-nek azonban maradt még ereje az utolsó ellene irányuló összeesküvés leleplezéséhez. Gaston d'Orleans, a király öccse és Cinq-Mars márki, a király kedvenc főura titokban béketárgyalásokat folytattak a spanyolokkal. Mazarin ezúttal a francia belpolitikában is kipróbálhatta magát: az összeesküvés részleteinek feltárása során a felelősséget Cinq-Marsra hárították és lefejeztették.

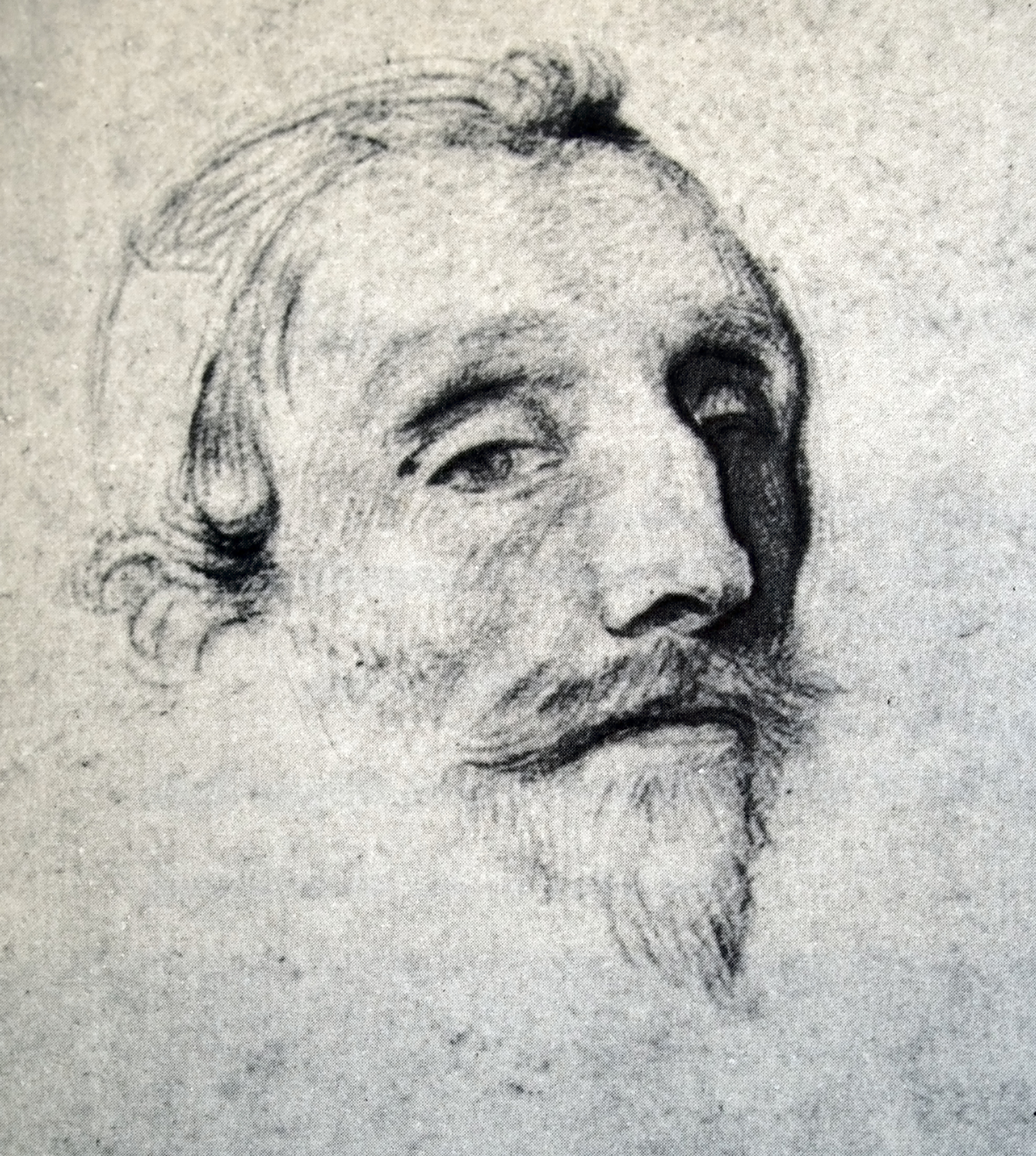
Richelieu

1642 decemberében Richelieu elhunyt. Egyes történészek szerint utódjául Mazarint ajánlotta a királynak, de ez minden bizonnyal túlzás. Annyi bizonyítható, hogy javasolta a királynak Mazarin méltó foglalkoztatását, tekintettel arra is, hogy az olasz–francia diplomatának még nem volt hivatalos posztja az udvarban. XIII. Lajos ki is nevezte a királyi tanács tagjává. A királyt egyébként ekkoriban már az a gondolat foglalkoztatta, hogy közvetlenül a saját kezébe veszi a kormányzást. Mazarin mindenesetre, Léon Bouthillier, Chavigny grófja és Sublet de Noyers, a király pénzügyi főintendánsa mellett, a belső tanácsadók triumvirátusának tagja lett. A három politikus között azonnal megindult a rivalizálás. Mazarin és Chavigny összefogtak Noyers, a király kedvence ellen, és azzal vádolták meg, hogy ő a királynét támogatja az önálló régensség elérésében. XIII. Lajosnak ugyanis az volt a szándéka, hogy halála esetére felesége csak egy tanács keretében gyakorolhassa a hatalmat, amelynek tagja többek között Mazarin és Chavigny, Richelieu leghűbb munkatársa is. A király Noyers-t a vádak nyomán eltávolította az udvarból.
XIII. Lajos Mazarint, tevékenységének elismeréseképpen, felkérte a trónörökös keresztapjának. A keresztelőre április 21-én került sor, de a király betegsége miatt már nem tudott részt venni rajta. 1643. május 14-én meghalt; ezt követően Ausztriai Anna valóban kezébe vette a hatalmat. Május 18-án a párizsi parlament mint legfelső bíróság („lit de Justice”), a gyermek király elnökletével ülésezve – felülbírálta a királyi végrendeletet és a királynét nevezte ki régenssé, aki főminiszterének – Mazarint tette meg.

## Franciaország főminisztere
Richelieu olasz pártfogoltjának szédítően gyors felemelkedése a francia királyság egyik legfontosabb hatalmi posztjára természetesen az ellenérdekelt politikusok heves reakcióit váltotta ki. Széles körben terjesztették, hogy Mazarin a királyné szeretője, sőt titokban össze is házasodtak, a legmerészebb pletykák szerint még a trónörökös is az ő fia lett volna.
Fennmaradt levelezésük némi alapot is ad a híreszteléseknek, hiszen a kor barokkos szóhasználatával gyakran biztosították egymást forró érzelmeikről. A mai kutatók a titkos házasság gondolatát – és azt, hogy Mazarin lenne XIV. Lajos apja – egyértelműen kizárják. A szeretői kapcsolat sem valószínű, mert Ausztriai Anna a bigottságig vallásos katolikus volt, és egy fizikai kapcsolat – éppen fia keresztapjával – elviselhetetlen lelki terhet jelenthetett volna számára.
Mazarin kiválasztása főminiszternek a kétségtelen személyes szimpátia mellett, elsősorban politikai okoknak köszönhető. A királyné régensi törekvéseivel szembement a XIII. Lajos végrendeletével, ezért megbízható és tehetséges támogatóra volt szüksége hatalmas ellenfeleivel szemben. Megőrződött levelezése szerint széles körben kérte ki bizalmasai tanácsát, és ők egyértelműen Mazarint javasolták mint aki Richelieu-höz mérhetően tehetséges, ugyanakkor nála sokkal rugalmasabb és kellemesebb személyiség. Mazarint ajánlotta a királyné számára az időközben meggyilkolt Buckingham bizalmasa, az akkoriban Franciaországban tartózkodó Walter Montagu is, akivel Mazarin már 1635-ös párizsi tartózkodása során összebarátkozott.
1643. május 19-én, a királyné régensi kinevezése és Mazarin hatalomra kerülése utáni napon a 22 éves Louis d’Enghien herceg (a későbbi „Nagy Condé”) Rocroi mezején, az Ardennekben nagy győzelmet aratott az addig legyőzhetetlennek tartott spanyol gyalogság felett. Az új hatalmi rendszer kedvező előjelek mellett kezdhette meg tevékenységét.

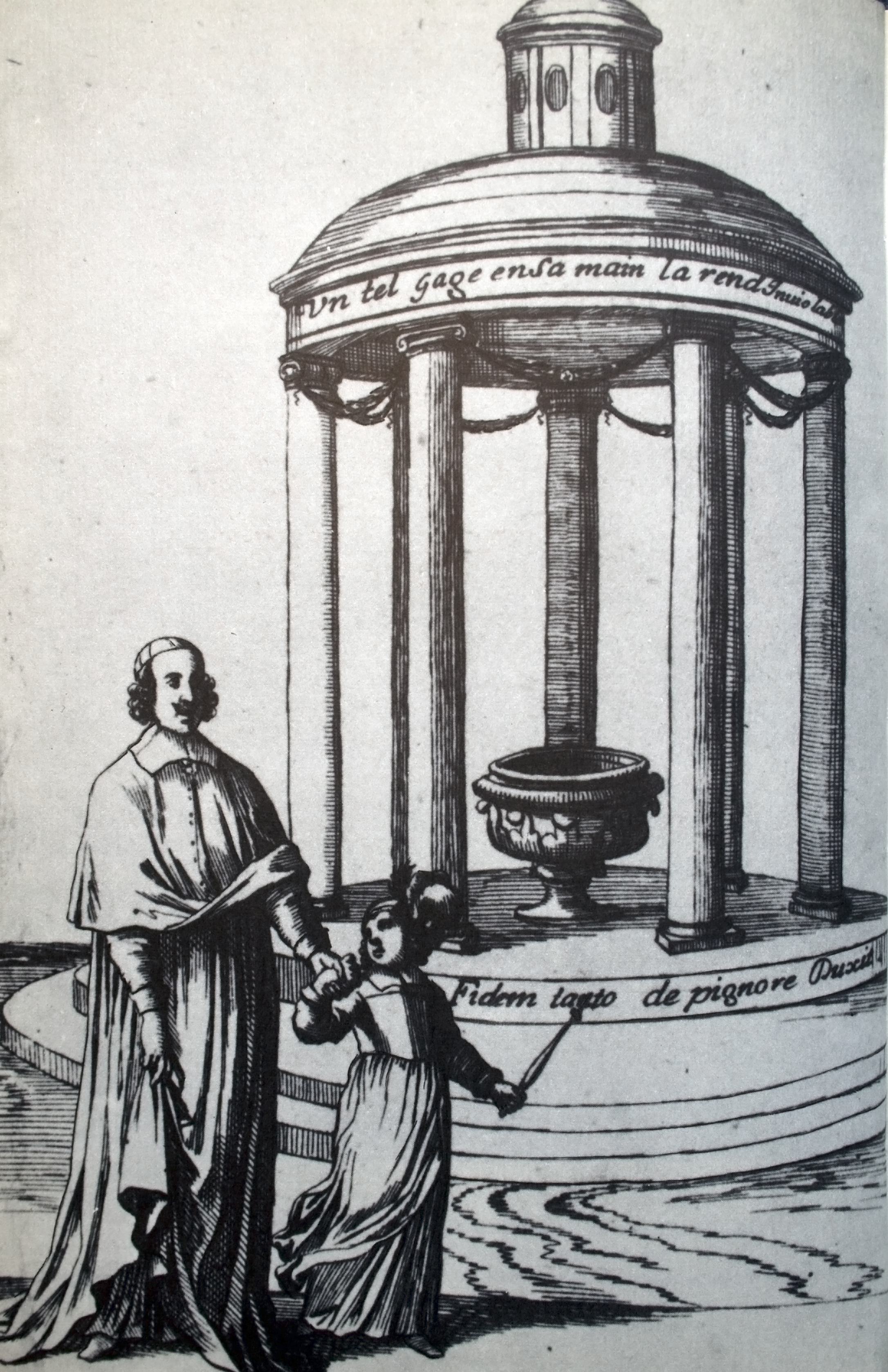
Mazarin, a király nevelője

### A király nevelője
1646-ban a királyné Mazarin számára létrehozta az akkor 8 éves gyermek király és öccse nevelési főfelügyelőjének posztját. Mazarin ellenfelei ezt a tevékenységét is élesen bírálták, amit aztán Saint-Simon is átvett – e témában meglehetősen elfogult – munkáiban. A bíboros valójában gondosan, a kor élenjáró színvonalán foglalkozott az uralkodó neveltetésével, olyan tekintélyes pedagógusok, mint Beaumont abbé segítségével.

### A Fronde – időleges bukás
A folyamatos háborúskodás a katonai sikerek ellenére súlyos gazdasági nehézségeket okozott Franciaországnak. A katonai kiadások, amelyek 1600–1610 között évi 20 millió livre-t, 1635–42 között pedig 82 millió livre-t tettek ki, 1642 és 1647 között már évi 123 millió livre-re emelkedtek.
Mazarin, akinek személyes vagyona egyébként 1643–48 között évi egymillió livre-rel növekedett, mint főminiszter, a szintén olasz származású Particelli d'Emery pénzügyi főfelügyelővel (pénzügyminiszterrel) egy sor új adót vezetett be a hadi kiadások fedezésére. Ezek különös mértékben sújtották a párizsi lakosságot, ahol nagy elégedetlenség alakult ki, zavargások kezdődtek. Még a párizsi parlament is, amely ekkoriban nem országos népképviseleti szerv, hanem bíróság volt, az elégedetlenkedők mellé állt. (Ezt az intézményt IX. Lajos francia király hozta létre a 13. században királyi bíróság gyanánt, és az idők során fokozatosan közigazgatási feladatokat is kapott.) 1648. június 15-én a párizsi parlament megtagadta az új adók törvénybe iktatását, viszont elfogadott egy 27 cikkből álló deklarációt az abszolutizmus korlátozása céljával. A francia történészek általában ezt tekintik a Fronde (parittya) néven ismert felkeléssorozat és polgárháború kezdetének.
A párizsi királyi palota ebben az időben katonailag védhetetlen volt a város közepén, így a felkelés közvetlenül veszélyeztette a királyi család személyes biztonságát. Mazarin ezért azt javasolta a régensnek, Ausztriai Annának, hogy fogadja el a parlament követeléseit. 1648 augusztusában Lens mellett a királyi csapatok Condé hercegének vezetése alatt újabb nagy győzelmet arattak, és a régens úgy vélte, hogy ez jó alkalom a lázadó parlamenttel való leszámolásra: augusztus 26-án letartóztatta annak legellenségesebb tagjait, köztük az idős és rendkívül népszerű Broussel tanácsost. A hatalom azonban elszámította magát, Párizs-szerte barikádok emelkedtek. A királynénak újra visszakoznia kellett, Broussel szabadlábra került.
1649. január 6-án éjjel végül a királyné, fiával és Mazarinnel együtt titokban Saint-Germainbe menekült. (Ebben az időben a királyi kastélyok nem voltak állandóan bebútorozva; az udvar a berendezéssel együtt vonult át időnként egyikből a másikba. Ausztriai Anna, Mazarin és a gyermek király így a januári éjszakán egy fűtetlen, bútorozatlan épületbe érkeztek; XIV. Lajos életre szóló élményeket szerzett hűtlen alattvalói lázadásáról.) A királyné Párizshoz hívta Condé herceget csapataival, és körülvetette velük a várost. A parlament megrettent a katonai erőtől, és a tavasz folyamán újra hűséget fogadott a királynénak – ezzel a „magisztrátusok Frondéja” lezárult. Mindenki mindenkinek megbocsátott, a királyné és Mazarin augusztusban visszatértek Párizsba, ahol általános lelkesedéssel fogadták őket.
Condé azonban annyira magabiztos lett katonái élén, hogy az ország tényleges urának tekintette magát. Ausztriai Anna megelégelte engedetlenségét, és 1650 januárjában letartóztattatta őt. A herceg családja azonnal elhagyta Párizst és a nyugati tartományokban lévő birtokaira vonult vissza, ahol fegyveres ellenállást szerveztek a királynéval szemben. Megindult a „hercegek Frondéja”.

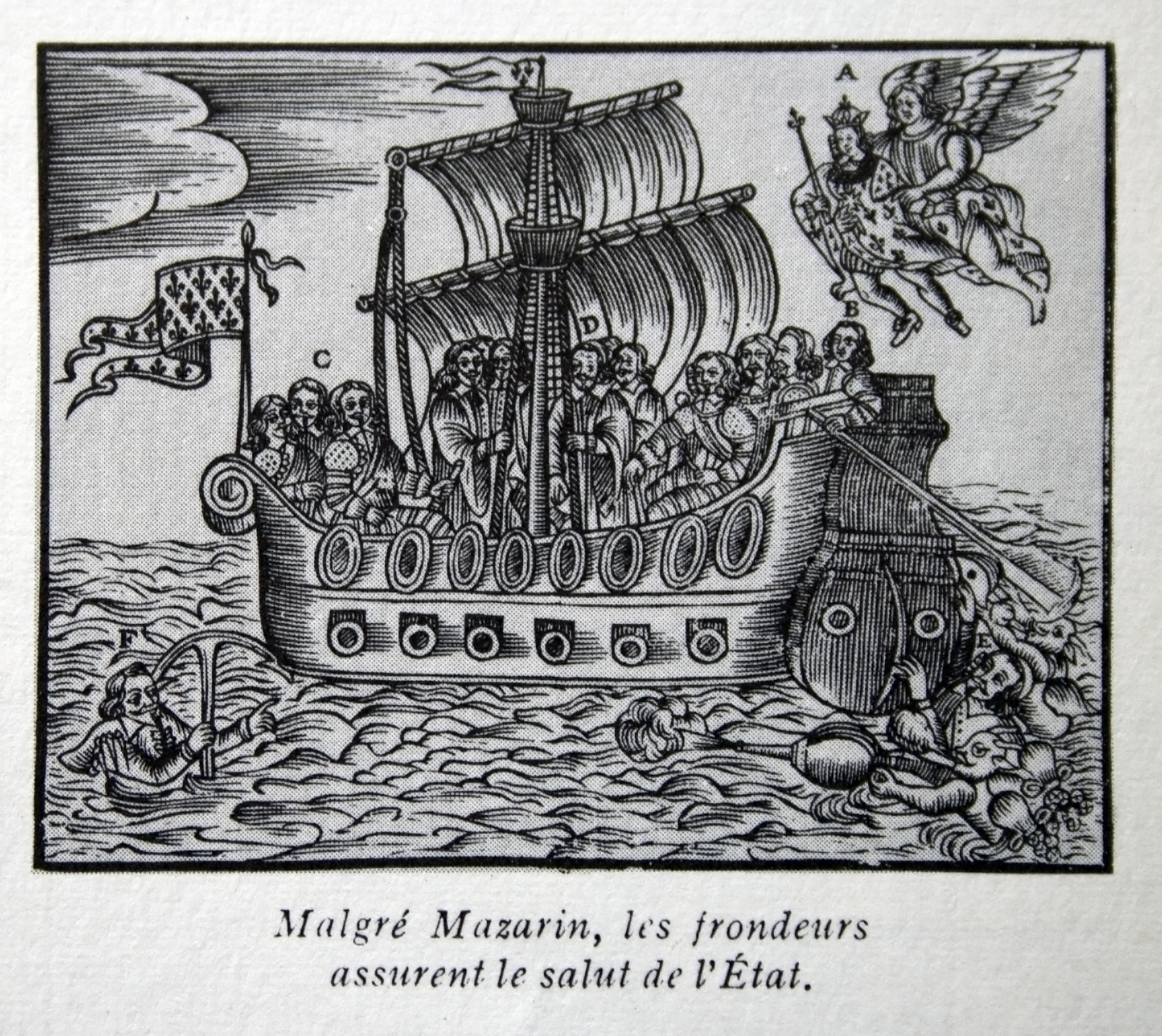
Egy szelídebb hangvételű mazarinád: A Fronde hívei megvédik az állam üdvét Mazarin (balra a vízben) ellenében

A szervezetlen felkeléssorozat, az időnként tragikomikus fordulatokkal zajló Fronde részvevőinek szinte csak egyetlen közös eszméje volt: Mazarin gyűlölete. Amikor a felkelők soraiban vita, szakadás keletkezett, Mazarin említése mindig elég volt a sorok tömörítéséhez. A korabeli „tömegtájékoztatás” sajátos terméke volt a „mazarinádok” műfaja. Ezek a nyomtatott röpiratok, gúnyrajzok, plakátok a bíboros iránti gyűlölet termékei voltak és egyben tovább szították az érzelmeket. Mintegy 5000 ilyen iromány maradt fenn. A tényleges sérelmek mellett némelyikük a legképtelenebb vádakat fogalmazta meg Mazarin ellen. A vádak sorában minden és mindennek az ellenkezője is szerepelt, így amellett, hogy Ausztriai Anna szeretőjének állították be, „természetellenes hajlamairól”, azaz homoszexualitásáról is gyakran írtak. (Ez utóbbi híresztelésnek némi alapot adhat, hogy a történészek az ifjúkori érdekházasság tervein, és a királynőhöz fűződő lángoló levelezési kapcsolatán kívül egyéb női kapcsolatát nem tudták feltárni. Nagyhatalmú férfi patrónusai viszont, fiatal korában, gyakran nyilatkoztak elragadtatással „szépségéről” és „elbűvölő személyiségéről”.)
1651 elején újabb fordulat következett a belháborúban: a régens és a hercegek közötti egyezség alapján Condét január 20-án szabadon engedték, Mazarin pedig február 2-án száműzetésbe vonult a Köln melletti Brühlbe, a kölni érsek-választófejedelem védelme alá.
A királyné és a hercegek különböző és változó koalíciói közötti összecsapások azonban folytatódtak. Párizsban anarchia uralkodott, amit Condé ott állomásozó csapatai sem tudtak megfékezni, sőt idegen megszállóként viselkedtek, ami tovább szította a tüzet. Mazarin a távolból is kivette a részét a hatalmi harcból; szinte naponta küldte leveleit futárral Ausztriai Annának, és részletes tanácsokkal látta el.
A folyamatos küzdelmek minden felet kimerítettek. Az egymás ellen vonuló francia csapatok, Condé herceg spanyol szövetségesei, a lotaringiaiak fosztogattak, raboltak, erőszakoskodtak. A polgárháború kivéreztette az egész országot. A legtöbbet Párizs környéke, Pikárdia és Champagne szenvedett. Az ország egész lakossága ezek alatt az évek alatt 20 millióról 18 millióra csökkent.
A királynénak végül sikerült egy újabb egyezséget tető alá hoznia és (egy közben megismételt távozás után) 1652. október 26-án megint csak ünneplés közepette térhetett vissza Párizsba. Az 1651 szeptemberében, 13 éves korában nagykorúsított király 1652 októberében egy ékesszóló levélben kérette haza keresztapját és nevelőjét, Mazarin bíborost, önkéntes száműzetéséből. A levelet az egész királyság területén közzétették.
Mazarin egy kicsit még kivárt, de 1653 februárjában már őt is általános lelkesedés fogadta a fővárosban. Guy Patin, a kor neves orvosa és közéleti személyisége megfogalmazása szerint Őeminenciája olyan mindenhatónak tűnt, „mint az Atyaisten a világ kezdetekor”. A Fronde véget ért.

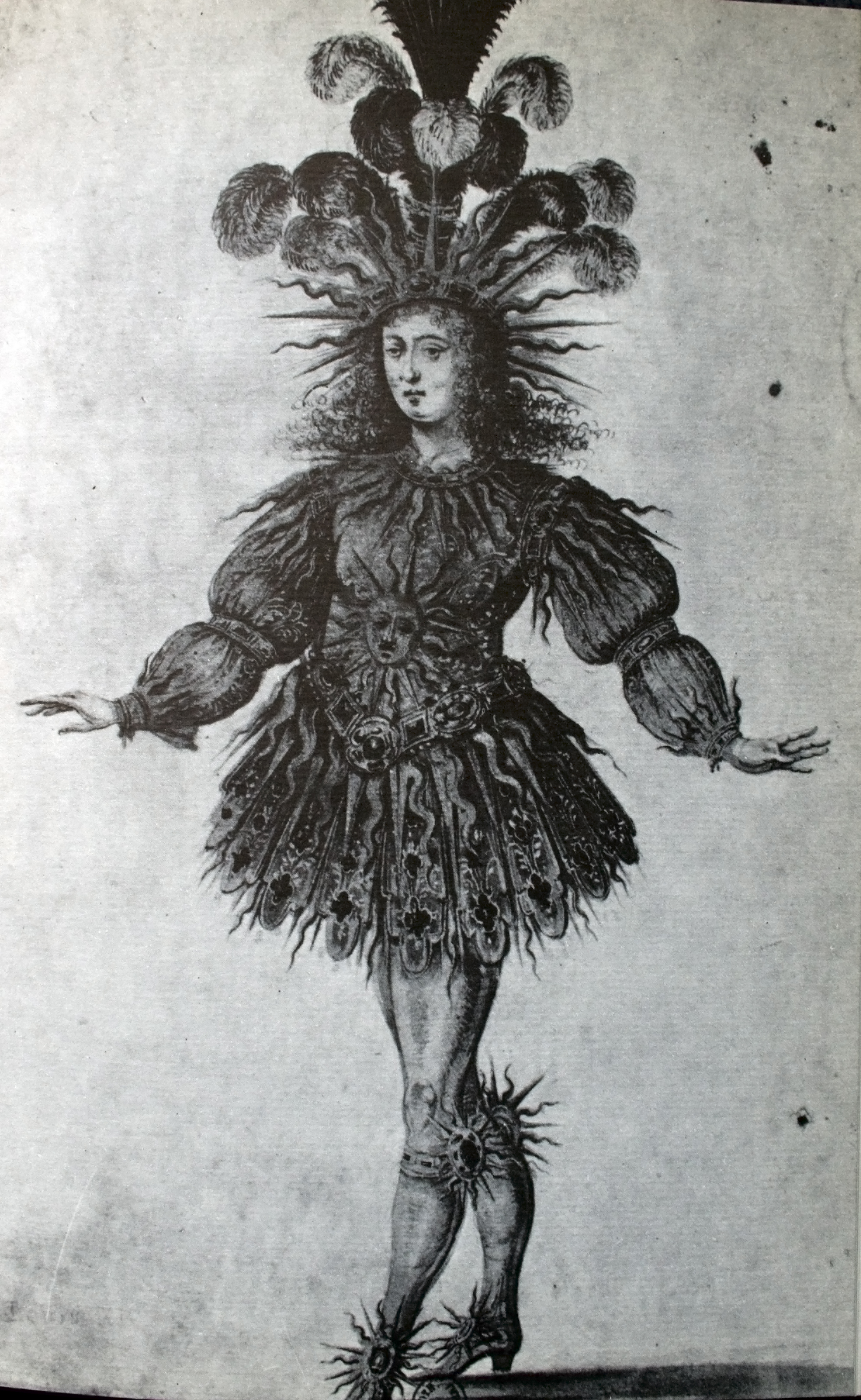
Az ifjú király Apolló szerepében, a Nap ábrázolásával a jelmezén

### Újra a hatalomban
Az ifjú király szabad kezet adott Mazarinnek a kormányzásra. A bíboros megvált korábbi, a régensség ideje alatt mutatott szerénységétől, nagy kormányzati apparátust hozott létre és óriási energiával látott munkához.
Tehetségét mutatja, hogy a bizonyos fokig az ő kudarcosan indult belpolitikai tevékenysége nyomán kialakult vesztes helyzetből, száműzetéséből is sikerült visszakapaszkodnia, kijátszani a Fronde szereplőit egymás ellen és végül visszaszereznie főminiszteri posztját, sőt bizonyos mértékben népszerűségét is.
A későbbiekben már jól gazdálkodott erőforrásaival, és olyan mértékben sikerült központosítani Franciaországban az államhatalmat, hogy ezzel megalapozta XIV. Lajos abszolút monarchiájának hosszú távú sikerét.
Az egyházpolitika terén a bíboros ígéretekkel és halogatásokkal hosszú éveken át sikerrel tartotta kordában a hugenottákat és elkerülte a vallásháborút. Vallási-ideológiai téren a janzenizmus engesztelhetetlen ellenfele volt.
XIV. Lajos Mazarin sok kitűnő személyes képessége, így a hatalmas munkabírás, a diplomáciai tehetség, a kompromisszumkészség, az ellenfelek kijátszásának művészete közül leginkább a bíboros igazán „római”, a pompát és látványosságokat kedvelő ízlését értékelte a legnagyobbra. Maga is nagy kedvvel vett részt az udvari előadásokban. Szerepeivel, jelmezeivel megalapozta a későbbi Napkirály hírét. Az udvari rendezvényeknek és különösen a – legalább részben – nép előtt zajló látványosságoknak az uralkodó és az udvar szórakoztatásán kívül ebben a korban is komoly politikai jelentőségük, propagandaszerepük is volt. A legjelentősebb ilyen rítus XIV. Lajos megkoronázása volt 1654. június 7-én, a hagyományoknak megfelelően Reimsben.

### Külpolitikája
Mazarin kitűnő diplomáciai érzékét, kompromisszumteremtő képességét jól hasznosította választott hazája érdekeinek a szolgálatában. Folytatta és saját taktikai érzékével ki is teljesítette mestere, Richelieu stratégiáját a Habsburgok spanyol és osztrák ága elválasztása, Franciaország nemzetközi hatalmi pozícióinak megerősítése érdekében.

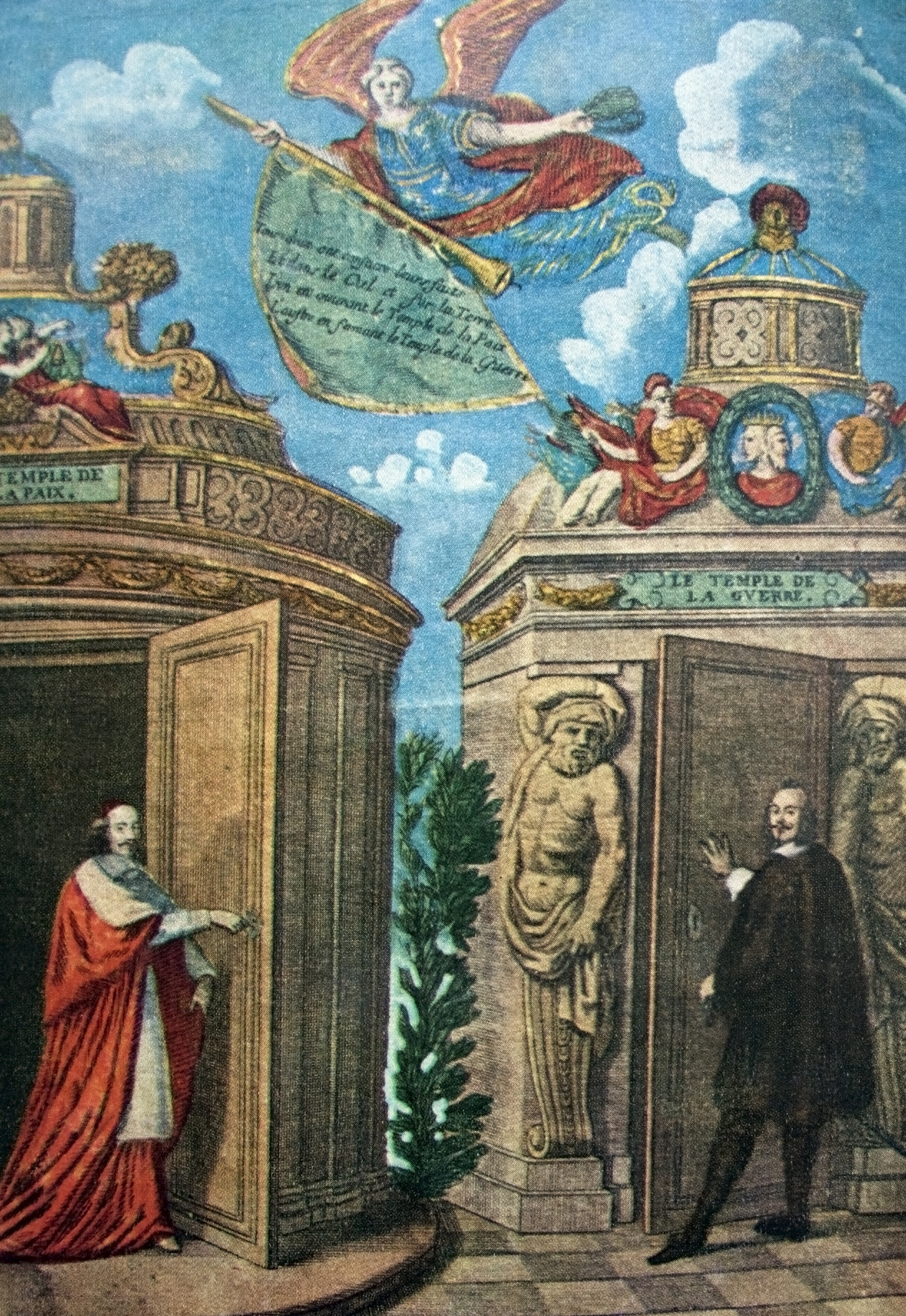
Mazarin megnyitja a béke templomát – allegória

Mazarin személye, életútja mai szemmel nézve nem áll távol a kalandorságtól, de a külpolitikában meglehetős óvatosságot tanúsított. Megelégedett a reálisan elérhető eredményekkel, nem kívánta belevinni országát a teljesítőképességén felüli hódításokba. 1645-ben a háború fordulatai úgy alakultak, hogy a svédekkel szövetségben lehetőség nyílott Bécs elfoglalására, de Mazarin nem élt az alkalommal, mert felismerte, hogy Franciaország hosszú távú érdekeinek ez a kaland nem használna. 1647-ben pedig Nápolyban – fél évszázad alatt immár ötödik alkalommal – felkelés tört ki a spanyol uralom ellen, és a vezetői Franciaországhoz fordultak segítségért. Mazarin azonban csak nagyon óvatosan reagált. Odaküldött ugyan néhány hadihajót, de számot vetett azzal, hogy a komoly beavatkozás Nápolyban meghaladja Franciaország erejét és ezért nem is szolgálja az érdekeit.
Magyar szempontból hátrányos is volt ez az óvatossága, amikor nem adta meg a II. Rákóczi György által kért segítséget az osztrák Habsburgok ellen – csak arra használta fel az erdélyi fejedelem aktivitását, hogy érzékeltesse Béccsel: nem csak Franciaországot lehet földrajzilag bekeríteni, hanem az osztrák birodalmat is.
Richelieu munkáját folytatva a harmincéves háború végén, a vesztfáliai béke révén sikerült nyugalmat teremtenie az ország nyugati határain. A Rajnai Szövetség (1658) létrehozásával kialakította a Franciaországgal rokonszenvező német államok szövetségét, megakadályozva a Habsburgok befolyásának túlzott érvényesülését a német területeken.

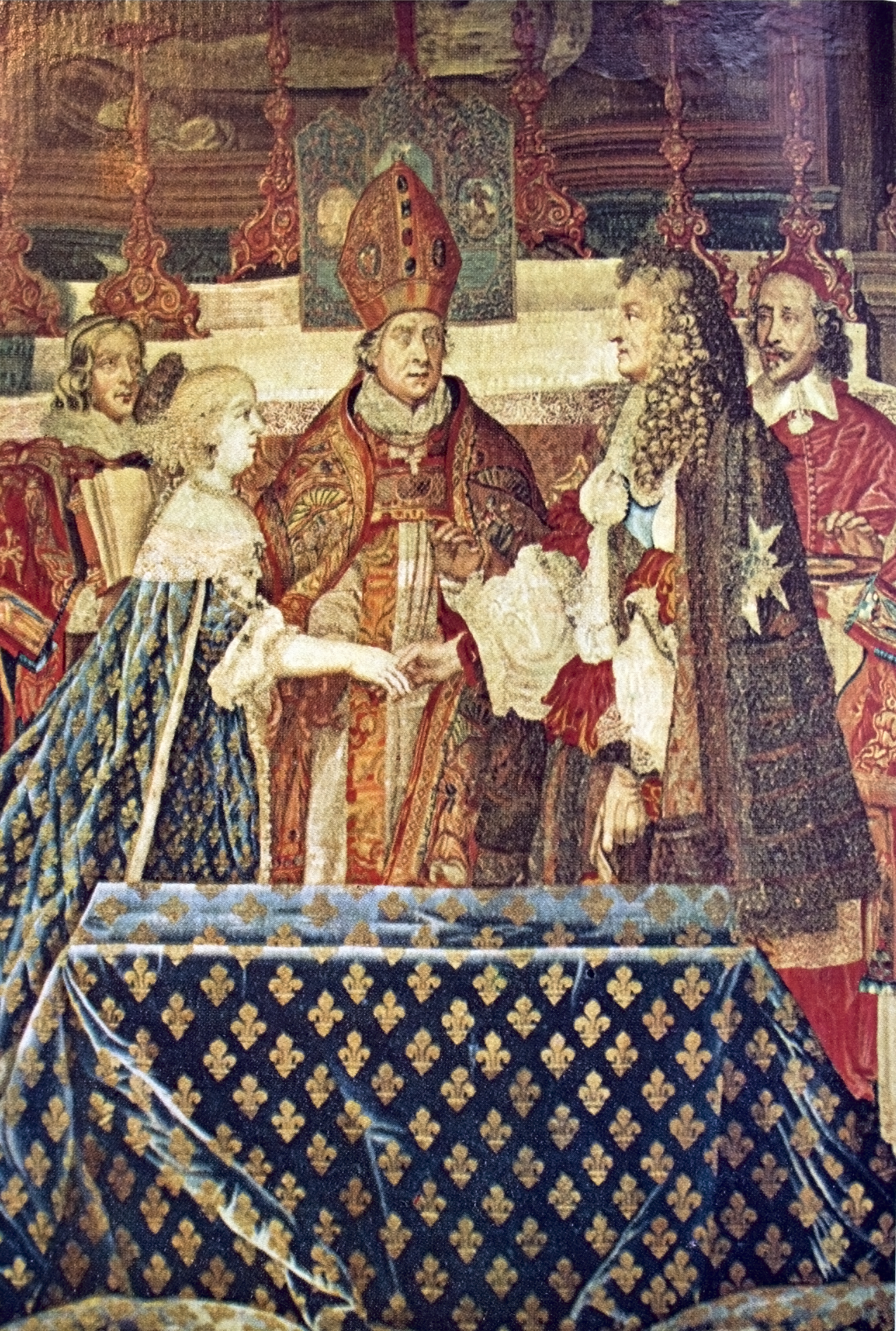
XIV. Lajos és Mária Terézia házassága

Ezután fő, immár önálló feladata a Spanyolországgal kötendő béke tető alá hozása volt 1659-ben. Richelieu távozásától 17 év telt el, amíg XIV. Lajos házasságával sikerült erre a művére feltennie a koronát. A pireneusi béke pontot tett az 1635 óta, eleinte a harmincéves háború keretében, majd annak befejezése után önállóan is folytatódó francia-spanyol háború végére. E háború csatái elsősorban Franciaország északi határán, Spanyol-Németalföldön folytak, és a Fronde alatt is folytatódtak, amikor egyes lázadó francia főurak, köztük Condé hercege spanyol szolgálatban küzdöttek a francia király ellen. Franciaország ezzel szemben Katalóniában igyekezett beavatkozni a spanyol birodalom belviszályaiba. Az erőviszonyok javítása érdekében Mazarin felhagyott a németalföldi emigrációban élő II. Károly angol király támogatásával, és titkos katonai szövetséget kötött Oliver Cromwell köztársasági Angliájával. A háború menetében a döntő fordulatot az 1658-as „dűnék csatája” hozta meg, ahol a franciák az angolokkal szövetségben Dunkerque közelében nagy győzelmet arattak a spanyolok felett, ennek nyomán Spanyolország tárgyalóasztalhoz kényszerült. A szövetségi szerződés értelmében Dunkerque-et az angolok, a többi elfoglalt flandriai kikötővárost a franciák kapták meg.
A két királyság határán, a Fácánok szigetén megkötött pireneusi békeszerződés értelmében Franciaország ugyan csak viszonylag kis területekhez jutott északi és déli határain, de Spanyolország elismerte a vesztfáliai béke révén elért minden francia hódítást. Cserében Franciaország lemondott a spanyol uralom ellen felkelt Portugália és Katalónia támogatásáról.
A szerződés fontos része volt a megállapodás XIV. Lajos és Ausztriai Mária Terézia spanyol infánsnő házasságáról. IV. Fülöp spanyol király legidősebb leányának a házassági szerződés keretében le kellett mondani a spanyol trónra támasztandó esetleges igényeiről, cserébe 500 000 arany hozományért. Ezt az összeget azonban Spanyolország, gazdasági nehézségei miatt, soha nem tudta megfizetni a francia királynak, és ez lett az ürügye XIV. Lajos későbbi devolúciós háborúinak és a spanyol örökösödési háborúnak is.

### A bíboros vagyona
A 17. században természetes volt az állami és magánvagyonok összefonódása, a hivatalok árusítása pénzért, a nepotizmus. A király személyes vagyonaként rendelkezett az állami erőforrásokkal, pénzeszközökkel. Gyakori volt a bel- vagy külpolitikában is, hogy nyíltan, busás anyagi juttatásokkal megvásárolta egy-egy, viszonylagos hatalmi pozíciókkal rendelkező bel- vagy külföldi személyiség támogatását. A biztos jövedelemmel vagy busás „mellékkereseti” lehetőségekkel járó hivatalokat pedig egyszerűen pénzért árusították. Főemberei nagy természetességgel követték őt ebben, csak arra kellett vigyázniuk, hogy a király saját érdekeit szem előtt tartsák. Már Richelieu kiemelkedett kortársai közül ebben a tekintetben, hiszen halálakor a királyság messze legnagyobb magánvagyonát hagyta hátra 22,4 millió livre értékben, amivel szemben 6,5 millió livre tartozás állt. Mazarin azonban e téren messze felülmúlta mesterét. Öröksége a forradalom előtti Franciaország történetének legnagyobb magánvagyona volt, 38 millió livre állt szemben 1,4 milliós passzívummal. Ez az összeg az állam éves teljes költségvetésének egyharmadát tette ki.

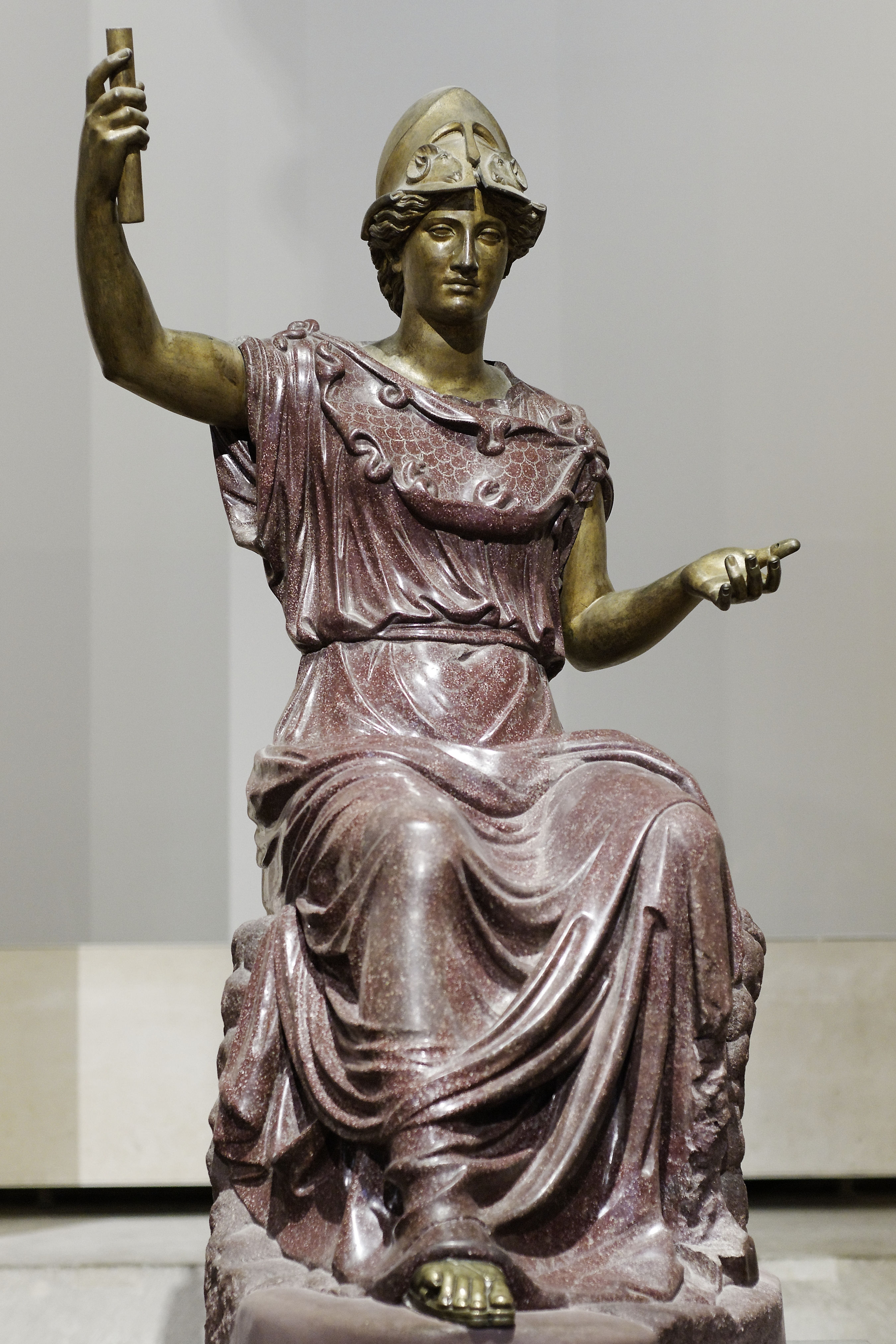
Ókori Minerva-szobor Mazarin gyűjteményéből (Louvre)

Mazarin négy címen húzott hivatalos jövedelmet: mint miniszter, mint a királyi tanács elnöke, mint francia kardinális és mint az ifjú király nevelője. Ezeken a címeken összesen évi 104 000 livre-t kapott, plusz további 100 000 livre-t mint személyes „költségtérítést”. Franciaország bíborosaként tucatnyi egyházi uradalom a közvetlen irányítása alatt állt, köztük a Metzi egyházmegye, a Saint Denis-i és a Clunyi apátság; főminiszterként egy sor tartomány és város igazgatása is személyesen hozzá tartozott, mint Elzász, Auvergne, Provence, La Rochelle. Ezek jövedelmével is, a kor szokásai szerint, a sajátjaként rendelkezett. A hivatalok árusításával szintén intenzíven foglalkozott: a fennmaradt levelek szerint a királyi könyvtárban betöltendő állásért szerény 6000 livre-t ajánlottak neki, egy állami főellenőri posztért már 50 000 livre-t, Michel Le Tellier pedig, a nagyhatalmú Tellier család feje egy meg nem nevezett állásért levelében 1 200 000 livre-t ígért azzal, hogy ebből csak 1 100 000-ról kér elismervényt.
Vagyonának további forrásai is sokfélék voltak: hadiipari manufaktúrák működtetése, a katonák zsoldjának „eltérítése”, állampapírok olcsó felvásárlása és drága továbbadása, királyi uradalmak javadalmának „kezelése”, a legkülönbözőbb bonyolult pénzügyi manipulációktól gazdag személyek egyszerű megzsarolásáig. De tulajdonosa volt egy kisebb kereskedelmi flottának, részvényese az Északi Társaság nevű bálnavadász és bálnaolaj-kereskedő vállalkozásnak, kikötői koncessziója volt Algériában korall és parafa onnan történő exportálására. Ifjúkori játékszenvedélyét sikerült konvertálnia a vállalkozások irányába, mégpedig olyan hatalmi pozícióból, hogy a veszteségek kockázatát könnyű volt visszaszorítania. Személyiségének kevésbé nyilvános oldaláról árulkodnak azok a fennmaradt levelei, melyekben a nagy műgyűjtő folyamatosan panaszkodik az általa megvásárolt dolgok árairól, a saját költségeiről, és képes komolyan ecsetelgetni, hogy ha ez így folytatódik, koldusbotra jut.
Nem kétséges, hogy Mazarin, és korábban Richelieu, az ország legnagyobb pénzügyi ragadozói voltak. Elidegenítették az állami bevételeket, kisajátították azokat, államot hoztak létre az államban saját céljaikra. Ugyanakkor a későbbi párhuzamoktól eltérően, személyes ambícióik szorosan összefonódtak az állam érdekeivel, és vagyonukból szükség esetén gyakran fordítottak állami célokra is. Egyszerre spekuláltak és támogatták az államot, a mai gondolkodásmódtól teljesen idegen módon. A bíboros egyik ilyen, a köz javát szolgáló „beruházása” volt a Bibliothèque Mazarine, a róla elnevezett – és a nagyközönség számára nyitott – könyvtár létrehozása Párizsban 1643-ban.
A Fronde idején vagyona természetesen – hiszen a felkelések egyik fő célpontja az ő személye volt – nagy károkat szenvedett. Utána azonban kettőzött erővel látott neki a veszteségek pótlásának. Ausztriai Anna teljesen megbízott benne, és Mazarin ezzel igen szabadon élt. Nemcsak pénzeszközei szaporodtak, hanem párizsi és római palotái is fényűző berendezést kaptak, és az – egyébként kitűnő ízléssel gyűjtött – legkülönbözőbb műkincsek, szőnyegek, festmények, szobrok, ékszerek tömegét halmozta fel bennük. Különösen híres volt gyémántgyűjteménye. Azt, hogy Mazarin maga is végső soron részben állami tulajdonnak tekintette vagyonát, jelzi, hogy tizennyolc nagy gyémántját a királyra hagyta örökül. Ezek egy része ma a Louvre-ban látható.
Halála előtt – ha talán csak formálisan is, de – felajánlotta a királynak, hogy a gyémántokon kívül is minden vagyonát rá hagyja. XIV. Lajos azonban elhárította keresztapjának és nevelőjének ezt a gesztusát.

### A Mazarin család

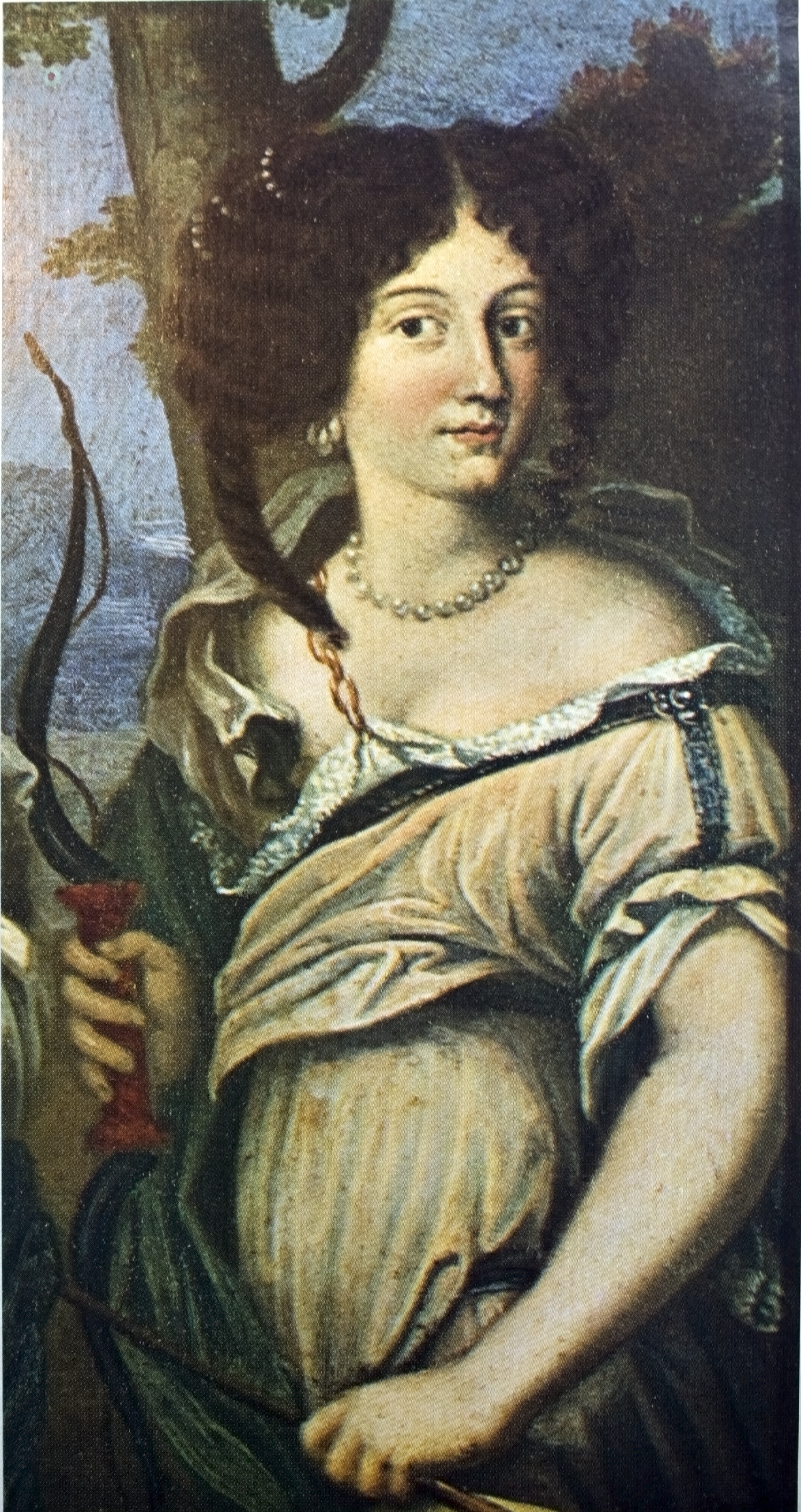
Marie Mancini

Mazarin fokozatosan Franciaországba hozatta kiterjedt rokonságát is. Hét unokahúgát, akiket a köznyelv „mazarinetteknek” nevezett el, az udvarban neveltette, és magas rangú nemesekhez adta feleségül. Különösen híres lett közülük Marie Mancini, akivel 1659-ben a király első szerelmébe esett és feleségül szerette volna venni. Ausztriai Anna és – kis gondolkodás után – Mazarin is határozottan ellenezte ezt a házasságot, és az államérdekekre hivatkozva, nehezen, de meggyőzték a 21 éves királyt, hogy a spanyol királylányt kell elvennie feleségül. Mazarin, a halála előtt megszervezte Marie Mancini házasságát a nagyhatalmú Lorenzo Colonnával, a Nápolyi Királyság connétable-jával.
Olympia Mancini is a király szeretője volt, majd kiházasították. Eugène Maurice de Savoie-Carignan herceg vette feleségül, egyik fiából Savoyai Jenőből nagy hadvezér lett, a császári haderőben. A bíboros Hortense Mancinit, kedvenc unokahúgát Armand Charles de La Porte de La Meilleraye herceghez, egy marsall fiához adta, aki a francia tüzérség főfelügyelője volt. Mazarin a címerét és hercegi címét is a vőlegényre hagyományozta, aki azonban erre később méltatlannak bizonyult. Feleségét bántalmazta, üldözte, bezáratta – Hortense végül csak a király segítségével tudott elmenekülni Franciaországból Angliába, ahol később II. Károly angol király szeretője lett.
Két fiúrokona is Párizsba érkezett, azonban ők korán elhunytak; Paul Mancini 15 éves korában, a Fronde idején lett egy összecsapás áldozata, egy másik fiú 12 éves korában sportbalesetben a nyakát törte.

### A bíboros halála
1660-ra Mazarin olyan csúcsokat hódított meg, amely kevés államférfinak adatott meg. A béke hőseként ünnepelték egész Európában. A pireneusi megállapodás feltette a koronát külpolitikai törekvéseire, sikerült összebékítenie a két keresztény nagyhatalmat. Szövetségük akár egy új keresztes hadjáratot is lehetővé tett volna a törökök ellen, akik ebben az időben hódították el Velencétől Krétát. Mazarin azonban egyelőre csak pénzt és 4200 katonát küldött a velenceiek megsegítésére, de az expedíció kudarcot vallott.

Mazarin címere

A bíboros azonban ennél is nagyratörőbb terveket forgatott a fejében. 1660. augusztus 20-án bejelentette, hogy kezdeményezi pappá szentelését. Ebben a korban a bíborosi rang elnyeréséhez nem volt feltétlen szükség a papi szentség felvételére, viszont anélkül pápa senki nem lehetett. Minden bizonnyal a pápai trón elnyerését szánta pályafutása megkoronázásának, amit az együttes spanyol és francia támogatás elérhetővé tett volna a számára.
Ez azonban már nem adatott meg neki, VII. Sándor pápa egészsége erősebbnek bizonyult az övénél. Az ősz folyamán Mazarin korábbi gyengélkedései hevesen kiújultak. Riasztóan lesoványodott, lábain lila foltok jelentkeztek. Állandó álmatlanság gyötörte, majd tüdőembólia és veseelégtelenség támadta meg, végül urémia okozta a halálát 1661. március 9-én.
Amikor orvosaitól megtudta, hogy már csak néhány hónapja van hátra, vincennes-i kastélyába költözött, de az államügyektől nem vonult vissza. Sőt, utolsó hónapjaiban despotikusabb volt, mint valaha. A hálószobájában tartotta a minisztertanács üléseit, míg ő öltözködött vagy a haját vágatta. Az ifjú királyt is megvárakoztatta; veszekedett az anyakirálynéval, nem adott pénzt az ifjú királynénak, miközben rokonaival bőkezűen bánt.
1661 februárjától már nem hagyta el szobáját, de továbbra is aktívan intézkedett. Azokat az unokahúgait, akikről addig még nem gondoskodott, megfelelően kiházasította.
Hatalmas öröksége nyilvánvaló politikai problémákat okozhatott, ezért az egészet felajánlotta a királynak, de úgy, hogy az kötelezve érezze magát a visszautasításra. XIV. Lajos felismerte ezt, és legalább annyit tett, hogy két napig várakoztatta a mohó bíborost. Végül aztán a szokásoknak megfelelően visszautasította, és így Mazarin szétoszthatta vagyonát rokonai, szolgálói, egyházi intézmények, kórházak és a szegények között.
Utolsó napjaiig intézkedett, udvari pozíciókat adományozott és vett el, előszobája állandóan tele volt kérelmezőkkel. Halálának közeledte a szokásosnál is merészebbé tette, tudta, hogy a király nem másítja meg utolsó rendelkezéseit.
Ami a saját utódlását illeti, három miniszterét ajánlotta – az ő jelenlétükben – a király figyelmébe: Louvois-t, Nicolas Fouquet-t és Hugues de Lionne-t, azzal, hogy bármelyikük megérdemli az uralkodó teljes bizalmát. Négyszemközt azonban egészen más tanácsokkal látta el. Leghűbb munkatársaként Colbert-t ajánlotta a király figyelmébe, aki rendkívüli gazdasági és szervező tehetsége révén sokat segített a bíborosnak az ország gazdasági rendbetételében (és emellett személyes vagyonának kezelésében is). Fouquet-val kapcsolatban a legnagyobb óvatosságra intette az uralkodót. (XIV. Lajos e téren is jó tanítvány volt. Fouquet megbuktatására bonyolult tervet eszelt ki, és fél év múlva úgy tartóztattatta le, hogy ez a minisztert derült égből villámcsapásként érte.) A bíboros emellett biztosította a királyt arról, hogy meglesznek a képességei az ország irányítására. Lajos e tanácsoknak – és saját, egyre jobban kibontakozó ambícióinak – megfelelően Mazarin távozása után nem nevezett ki utódot, hanem fokozatosan, de határozottan a saját kezébe vette a hatalmat.

### Politikai végrendelete
Utolsó heteiben a király rendszeresen felkereste Mazarint, és alkalmanként órákat töltött el betegszobájában. A temetés után titkárának lediktálta a Mazarintól hallottak összefoglalóját, amely tulajdonképpen a bíboros politikai végrendelete volt. Ez a fennmaradt dokumentum azt is rögzíti, hogy a király azt ebben a formájában jóváhagyta. A titkár a végén egy jegyzetben még azt is hozzáteszi, hogy a király bizonyos intrikák miatt hagyta abba a dokumentum szerkesztését. Mai történészek szerint az uralkodó felismerte, hogy a Mazarintól hallottak túlságosan részletes rögzítése káros lehet számára a kiszivárgás veszélye miatt.

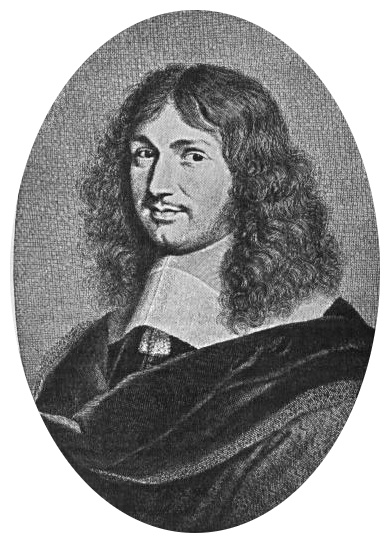
Jean-Baptiste Colbert

A dokumentum első tétele az egyház szerepéról, annak fontosságáról szól azzal, hogy a királynak fenn kell tartania az egyház minden jogát, privilégiumát és immunitását. Figyelemre méltó, hogy a vallásilag meglehetősen szkeptikus Mazarin politikailag mennyire fontosnak tartotta az egyház támogatását.
A második tétel szerint Mazarin a jobbkezének tartotta a nemességet, és a királyt arra intette, hogy bizalommal és jóakarattal kell támogatnia ezt a társadalmi osztályt. Ez is meglepő nyilatkozat a részéről, hiszen – Richelieu nyomdokaiban járva – mindent megtett a nemesség megzabolázására és a király hatalmának történő alárendelésére. A király a gyakorlatban inkább követte Mazarin tényleges politikáját, mint intelmeit, és a nemességet nem a saját birtokaikban, hanem csak az udvarában kedvelte, ahol az udvari nemesek, mintegy megszelídítve, csak az ő fényét emelték.
A polgári közigazgatást illetően, a párizsi parlamentnek a Fronde alatti magatartásából kiindulva, Mazarin fontosnak tartotta annak szoros ellenőrzés alatt tartását és a helytelen törekvéseik visszafogását.
A negyedik tétel szól a népről, melynek jólétéről jó király módjára gondoskodni kell a lehetőségekhez mérten.
A következő intelmek arra biztatták a királyt, hogy alaposan válogassa meg az őt körülvevő személyeket, és mindegyikükben tudatosítsa, hogy teljes mértékben személyesen tőle függ az egzisztenciájuk, mégpedig a király személyéhez való hűségük mértékében. A tehetségteleneket, önállótlanokat vagy tétleneket viszont mindenképpen el kell távolítani. Ezeket a tanácsokat a király különösen nagy aktivitással valósította meg, és már 1661-től, egészen haláláig, komoly szellemi igényeket támasztott környezetével szemben, ugyanakkor teljes hűséget követelt meg. A velencei követ még 25 évvel később is arról jelentett megbízóinak, hogy a párizsi udvar teljesen Mazarin szellemében működik. XIV. Lajos húsz éven keresztül úgy használta legintelligensebb miniszterei, Colbert és Louvois tehetségét, hogy nap mint nap végighallgatta éles vitáikat, és ezekből vonta le a megfelelő következtetéseket, anélkül, hogy bármelyiküknek teljes mértékben igazat adott volna a másik rovására.
Mazarinnek az erkölcsi szabadosság elleni intelmét a király viszont szinte egyáltalán nem hallgatta meg. Nyíltan kegyencnőket tartott az udvarhölgyek között, tőlük származó gyermekeit törvényesíttette. Így maga sem követelhetett sokat udvaroncaitól ezen a téren.
A királyra nyilván nagy mértékben hatott Mazarin a leírtakon túlmenően is. A bíboros szédületes karrierjét nem kis részben olyan tulajdonságainak is köszönhette, amelyeket bízvást negatívnak értékelhetünk. A jó színlelés kedvező tulajdonsága a diplomatának, de ő olyan természetességgel hazudott mindenkinek, mint ahogy más lélegzetet vesz. Végtelen könnyedséggel és cinizmussal szegte meg adott szavát, elveket nem ismert, csak érdekeket. Saját céljai – amelyek azonban nagy eséllyel egybeestek az állam érdekeivel is – szentesítették bármely eszköz alkalmazását. Jó szervezőkészsége abban is megmutatkozott, hogy általános belső kémhálózatot épített ki az udvarban. Barátja nem volt, az anyakirálynéhez fűződő szentimentális kapcsolata volt az egyetlen emberi érzelem az életében.

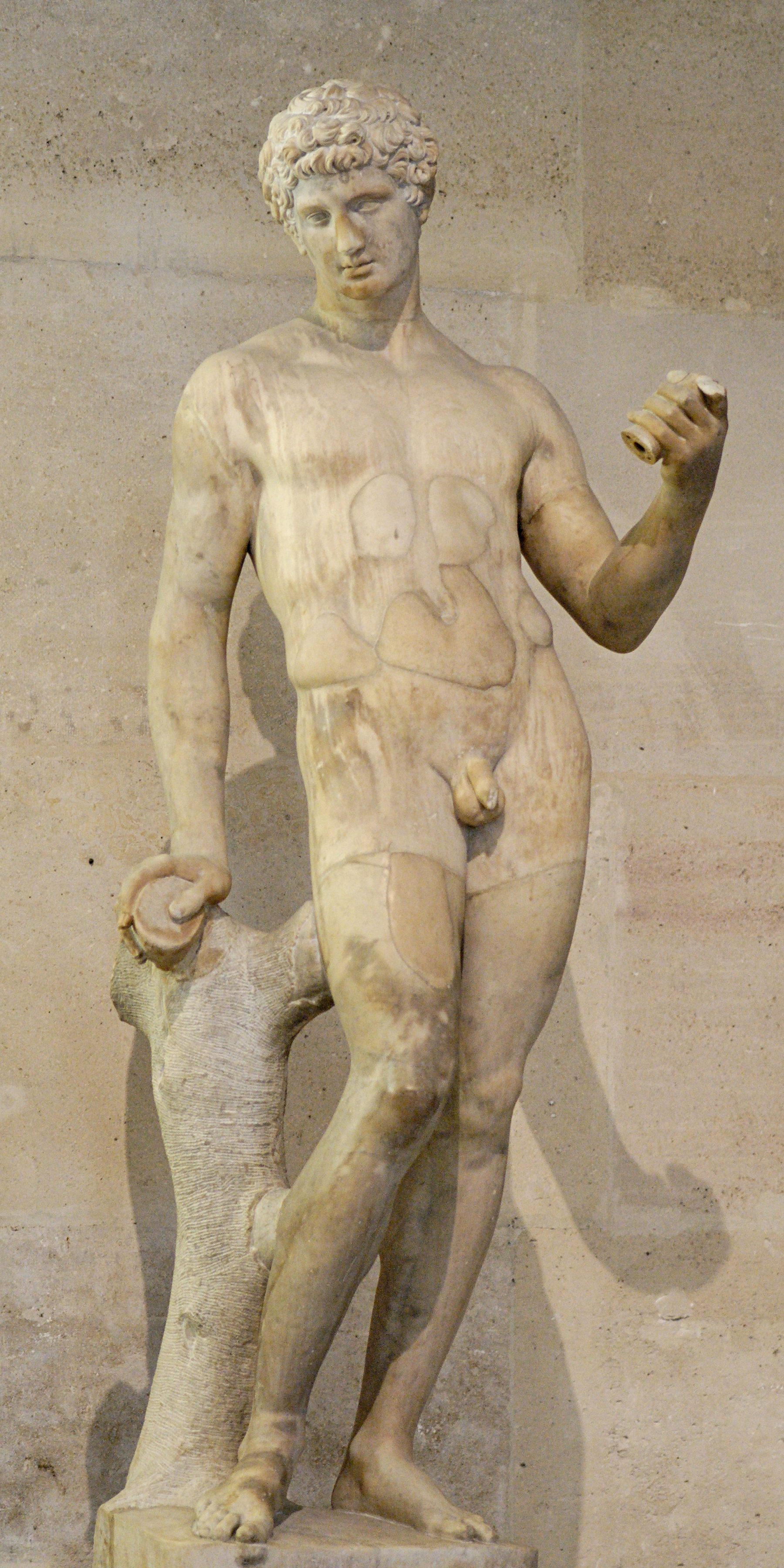
Adonisz-szobor Mazarin gyűjteményéből; antik torzó, 17. századi kiegészítésekkel

### Mazarin hatása Franciaország kulturális életére
Mazarin bevándorló volt Franciaországban és bizonyos értelemben az is maradt. Soha nem tanult meg tökéletesen franciául (egységes olasz nyelv még nem lévén, gyermekkorában a szicíliai dialektust, később a római népnyelvet, meg a latint beszélte). Ennek ellenére – vagy talán éppen ezért – nagyobb nacionalista volt a született franciáknál. Ő érte el, hogy a harmincéves háborút lezáró béketárgyalások sorozatának nyelve a francia lett az addig általános latin helyett, és ezzel megalapozta a francia nyelv uralmát a diplomáciában a következő 300 évre.
Művészi érdeklődés terén nagy elődjének teljes ellentéte volt. Richelieu csak azért tartott fenn saját kastélyt, mert így volt szokás, a gyakorlatban állandóan az udvarban, a király közelében élt, és kizárólag a hatalom érdekelte. A művészekkel, „értelmiségiekkel” fenntartott kapcsolatát is a hatalmi érdekeknek rendelte alá. Mazarin ezzel szemben nagy örömét lelte gyűjteményeiben és vagyonában, felvilágosult és széles látókörű műkedvelő volt a képzőművészetek terén.
Itáliai művészeket hozatott Párizsba (Romanelli, Grimaldi) palotája dekorálására. Mecénásnak nem nevezhetjük, mert ehhez túl fösvény volt, de az állam pénzéből szívesen adott megbízásokat. Sokat foglalkoztatta Francois Manzart építészt, ő kezdeményezte Charles Le Brun kinevezését a királyi gobelinmanufaktúra élére. Ő alapította végrendeletileg a Collége des Quatre-Nations-t, négy tartományból (négy „nemzet”) származó fiatalok támogatására. (Artois, Elzász, Pignerol, valamint a katalán Roussillon és Cerdagne területéről).
Mazarin szenvedélyesen szerette a színházat. Kortársa, Molière több darabját előadatta az udvarban. Bevezette Párizsba az olasz operát, a Torelli-féle színpadi gépekkel együtt. Újításait a király is nagyra becsülte, és azok az udvaron túlmenően a szélesebb közvéleményre is maradandó hatást gyakoroltak.
Mazarin így nemcsak a kül- és belpolitikában, hanem a művészetek terén is hozzájárult Franciaország egyik aranykora, XIV. Lajos uralkodása fényéhez és sikereihez.